# Paul Schmitz
Paul Schmitz, también conocido por su pseudónimo literario Dominik Müller (Basilea, 16 de enero de 1871 – Uerikon, 7 de abril de 1953), fue un escritor e hispanista suizo.

## Biografía
Hijo del relojero Paul Othmar Schmitz y de Bertha Luise Cöcilia Schabelitz, estudió germanística y romanística en Basilea y Zúrich. Fundó la sociedad literaria «Basilea». Enseñó alemán y fue periodista y traductor. Viajó a Rusia en 1893 y allí estuvo algunos años. En 1894 se casó con la rusa Helena Devotschkina, pero el matrimonio duró corto tiempo. Hizo algunos viajes por Rusia y volvió en 1895 a Suiza, donde refundió algunas obras teatrales. Fue profesor en Kleinhünigen. Luego fue a Berlín por primera vez en 1896 y publicó en la prensa de ese país; en 1899 viaja a España; en este último país estuvo restableciéndose de una dolencia del pecho y permaneció tres años, entablando una gran amistad con los hermanos escritores Pío y Ricardo Baroja y realizando con ellos numerosos viajes por España y Alemania. Fue agente literario del primero y tradujo varias de sus obras al alemán. También tradujo las obras de Friedrich Nietzsche al español y divulgó las ideas del filósofo en el mundo hispánico; también vertió al español las obras de algunos escritores rusos. En 1903 volvió a Basilea. Baroja se inspiró en él para el personaje de Max Schultze de Camino de perfección (1902).
Filonazi, editó allí la revista satírica y antisemita Samstag (1904–1914). En 1911 se casó por segunda vez, con Lydia von Dehanoff, hija de un general ruso blanco. Imprimió diversas colecciones poéticas de que era autor: Verse (1908), Neue Verse (1910) y Liebesleier (1917), así como una colección de esbozos dramáticos, Basler Theater, 1914; usaba en estas obras el dialecto de Basilea. También escribió una novela autobiográfica, Felix Grolimunds russische Abenteuer, 1930. En Zwischen den Mächten (1939) reafirmó su adhesión a los objetivos del nazismo, lo que condujo al Gran Consejo a retirarle la pensión honorífica que le concedió la villa de Basilea. Fue premio Gottfried Keller de la Fundación Martin Bodmer en 1928.